# Acropygorthezia williamsi
Acropygorthezia williamsi  (лат.) — вид мелких мирмекофильных пластинчатых червецов семейства Ortheziidae. Единственный вид рода Acropygorthezia LaPolla & Miller, 2008. Обнаружены в гнёздах муравьёв Acropyga myops. Эндемик Австралии.

## Этимология
Родовое название дано путём соединения названия муравьёв рода Acropyga, в муравейниках которых они обнаружены, и родственного рода пластинчатых червецов Orthezia. Видовой эпитет дан в честь английского энтомолога Дугласа Уильямса (Dr. Douglas J. Williams; Музей естествознания (Лондон)), внёсшего большой вклад в исследование систематики червецов, ассоциированных с муравьями, чьи работы служат фундаментом для настоящих и будущих работ в данной области (LaPolla & Miller, 2008).

## Описание
Мелкие насекомые, взрослые самки имеют длину 1,23—1,71 мм и ширину 0,93—1,25 мм. Усики состоят из 2 члеников, имеют длину 55—77 μm. Апикальный членик несёт две увеличенные щетинки-сеты и три микрощетинки;
базальный членик без сет. Анальное кольцо расположено на дорзуме срединной части брюшка. Глаз нет. Самцы имеют длину тела 1,10—1,16 мм и ширину — 0,95—0,98 мм; усики имеют длину 112—120 μm.
Обнаружены в гнёздах муравьёв Acropyga myops, которые разводят червецов как облигатных мирмекофилов-трофобионтов. Найдены в тропических лесах восточной Австралии, в штате Квинсленд. В биотопе преобладали деревья видов Eucalyptus grandis, Allocasuarina littoralis, Acacia spp. и интродуцированная лантана сводчатая (Lantana camara). Червецы питались соками на корнях растений, главным образом аллоказуарин вида Allocasuarina littoralis (порядок Букоцветные).